# بريان مندوزا
بريان مندوزا (بالإسبانية: Bryan Mendoza) هو لاعب كرة قدم إيطالي وأرجنتيني في مركز الوسط، ولد في 14 مارس 1993 في لاتينا في إيطاليا. لعب مع باراكاس سينترال وديبورتيفو آرمينيو ونادي بوتوشاني.

## وصلات خارجية
- بريان مندوزا على موقع قاعدة بيانات كرة القدم.إي يو (الإنجليزية)
- بريان مندوزا على موقع Soccerway.com (الإنجليزية)